# ديف فوغل
ديف فوغل (بالإنجليزية: Dave Fogel)‏ هو دي جي إذاعي ‏ أمريكي، ولد في 2 أكتوبر 1960.